# Andro Švrljuga
Andro Švrljuga (ur. 24 października 1985 w Rijece) – chorwacki piłkarz grający na pozycji prawego obrońcy w chorwackim klubie Orijent 1919.

## Sukcesy

### Klubowe
Žalgiris Wilno
- Mistrzostwo Litwy: 2013, 2014, 2015
- Zdobywca Pucharu Litwy: 2012/2013, 2013/2014, 2014/2015
- Zdobywca Superpucharu Litwy: 2013

Sūduva Mariampol
- Mistrzostwo Litwy: 2017, 2018, 2019
- Zdobywca Pucharu Litwy: 2019
- Zdobywca Superpucharu Litwy: 2018, 2019

### Indywidualne
- Drużyna roku A lygi: 2018[2]